# رافال جرزيلاك
رافال جرزيلاك (بالبولندية: Rafał Grzelak)‏ هو لاعب كرة قدم بولندي في مركز الوسط، ولد في 24 يونيو 1982 في وودج في بولندا. شارك مع منتخب بولندا لكرة القدم. أما مع النوادي، فقد لعب مع أركا غدينيا وبوغون شتشين ورتش شوروزو وستيوا بوخارست ولخ بوزنان ونادي ال كي اس ودز ونادي بوافيشتا ونادي دويسبورغ ونادي زانثي وويدزي لودز.

## وصلات خارجية
- رافال جرزيلاك على موقع قاعدة بيانات كرة القدم.إي يو (الإنجليزية)
- رافال جرزيلاك على موقع ناشيونال فوتبول تيمز (الإنجليزية)
- رافال جرزيلاك على موقع Soccerway.com (الإنجليزية)